# Palestina (Caldas)
Palestina ist eine Gemeinde in der südlichen Zentralregion des Departements Caldas, Kolumbien. Sie liegt in der zentralen Kaffeeregion, bekannt als „Eje Cafetero“, deren Kultur und Tradition mit der Kolonisierung durch die Bewohner des Departements Antioquia und dem Kaffeeanbau verbunden ist. Aus diesem Grund wurden der historische Stadtkern und die umliegenden ländlichen Gebiete 2011 zum UNESCO-Weltkulturerbe „Coffee Cultural Landscape“ ernannt.
Das Gebiet der Gemeinde reicht vom Ufer des Río Cauca bis auf rund 1700 m hinauf und verfügt daher über unterschiedliche Klimazonen.

## Geschichte
Man nimmt an, dass der Name Palestina auf die Religiosität der Siedler zurückzuführen ist, da dieser Name an das Land erinnert, in dem Jesus lebte. Die Gemeinde wurde am 20. Oktober 1855 von Siedlern aus Antioquia gegründet, die beschlossen, die Stadt auf einem Hügel zu errichten, von wo aus man die weitläufige Kaffeeanbaulandschaft überblicken kann.
Seine Gründer waren Montegranario Hoyos, Anacleto López, Eusebio Ángel, José Giraldo, Antonio Vélez, Isaac Restrepo und Patricio Salazar.

## Gemeindegrenzen
Im Norden grenzt Palestina an die Gemeinde Anserma und die Stadt Manizales; im Westen an Chinchiná und Risaralda. Im Osten bildet noch einmal die Stadt Manizales die Grenze und im Süden wiederum Chinchiná.

## Politische Verwaltungseinheit
Zusätzlich zu dem Gemeindezentrum Palestina gehören folgende Gemeinden (corregimientos) zu seiner Gerichtsbarkeit:
- Arauca
- Cartagena
- El Jardín (Reposo)
- La Bastilla
- La Plata
- Santágueda

### Metropolregion
Área metropolitana Centro Sur de Caldas
Offiziell gegründet wurde sie nach der Volksbefragung vom 26. November 2023 in der Subregion des Departements Caldas. Sie vereint die Gemeinden Palestina, die Stadt Manizales, Villamaría und Neira (Caldas).

## Wirtschaft
Palestina liegt im Herzen der Kaffeeanbauregion Kolumbiens, wobei die Gemeinden Chinchiná und Manizales das wichtigste Kaffeedreieck des Departements bilden. Das Kaffeeanbaugebiet ist auf 68,52 % der Gemeindefläche vertreten. Es verfügt über optimale Klima- und Bodenbedingungen für die Entwicklung des Kaffeeanbaus. Die Wirtschaft der Gemeinde basiert auf der Kaffeeproduktion, was sie zu einer der am stärksten kaffeeanbauenden Gemeinden des Landes macht, mit hoher Produktivität, der technischsten auf nationaler Ebene und mit dem höchsten Prozentsatz der Bevölkerung, der dieser Arbeit nachgeht. Auf Departementsebene ist die Gemeinde nach Chinchiná und Manizales der drittgrößte Kaffeeproduzent.
Die Arbeitskräfte für die Ernte kommen mit 77 % größtenteils von außerhalb, die restlichen 23 % sind lokale Arbeitskräfte. Palestina wird dadurch zu einer kosmopolitischen Gemeinde, da unter anderem Pflücker aus Antioquía, Risaralda, Quindío, Valle del Cauca, Tolima, Cundinamarca, Chinchiná, Manizales und Medellín zur Ernte eintreffen.

## Natürliche Ressourcen
Neben den Kaffeeplantagen ist die Entwicklung des Naturraums des Río Chinchiná ein zentrales Anliegen.
Eines der wichtigsten Umweltprojekte des Landes wird daher in der Region entwickelt. Es ist das Forstprojekt für das Tal des Río Chinchiná (PROCUENCA), dessen Ziel die Schaffung einer forstwirtschaftlichen, ökologischen, wirtschaftlichen und sozial nachhaltigen Umwelt ist. Das gemeinsame öffentlich-private Projekt einer geteilten Verantwortung durch die Konsolidierung der Produktionskette, soll zur Verbesserung der Lebensqualität in der Region beitragen. Das Projekt umfasst neben Palestina vier weitere Gemeinden, nämlich: Neira, Chinchiná, Manizales und Villamaría.

## Infrastruktur
In dieser Stadt befindet sich der „Kaffeeflughafen“ im Bau, mit einer klaren Ausrichtung auf Fracht, insbesondere Export. Dabei spielt die Nähe zur Stadt Manizales (einem wichtigen Industriezentrum) und die Vielfalt der Landwirtschaft und Agrarwirtschaft-Industrieprodukte eine wichtige Rolle. Sein Einflussbereich umfasst Gemeinden in den Departements Risaralda, Caldas, Quindío und im nördlichen Valle del Cauca.
Es gibt eine wichtige Straßenverbindung von Chinchiná durch das Gemeindegebiet nach Arauca, im Tal des Río Cauca, und weiter zur Autopista Conexión Pacifico 3.
In Arauca liegt ein wichtiger Bahnhof der Linie des Ferrocarril del Pacífico. Allerdings ist der Bahnhof nicht in Betrieb, die in Angriff genommene Reaktivierung der Bahnlinie durch das Tal des Río Cauca wurde nicht abgeschlossen.

## Symbole

### Wappen
Die Form des Wappens stellt die Vermischung der Rassen dar und den Durchzug von Marschall Jorge Robledo durch diese Region im Jahr 1540 auf dem Weg zur Gründung von Cartago; der zinnenbewehrte Turm, die Weihe der Stadt durch die Gründer an die Heilige Barbara (Jungfrau von Nicomedia); die Zickzackfigur und ihre Verwendung (Bezantes) aus der indigenen Kultur, den Quimbaya-Vorfahren und den neuen Gründern; die Hügellandschaft, das Geländeprofil und die Räder im Gang, die hydraulische Kraft.
Der Schneekristall, das Cartago-Moor, Cumanday (schöne Bank) für die Quimbayas und die Pijaos.
Metalle und Geschmolzens: Gold: Reichtum; Silber: Schönheit; Rot: das Blut der Gründer; das Blau des Himmels und des Wassers: das Sinople; die Fruchtbarkeit des Landes und des Zobels: Festigkeit und Beständigkeit.AB INITIO IN PAC: Von Anfang an in Ruhe. Es symbolisiert die traditionelle Harmonie im Frieden unter den Palästinensern. Der Säbel wird über den zinnenbekrönten Turm, unter die Schießscharten oder Fenster gehen.

### Flagge
Entworfen vom Pädagogen Omar Alzate Osorio: angenommen durch Bürgermeisterdekret Nr. 020 vom 1. Juli 1955. Am 20. Juli desselben Jahres feierlich errichtet. Bestehend aus zwei gleich großen horizontalen Streifen, der obere gelb und der untere grün.
Gelb symbolisiert den Reichtum des Bodens, Souveränität und Gerechtigkeit. Das Grün, die Fruchtbarkeit des Landes und die Hoffnung der Kinder Palestinas auf ein besseres Schicksal.

## Persönlichkeiten
- Luis Alberto González (* 1965), Radrennfahrer